# Darzu ist erschienen der Sohn Gottes, BWV 40
Darzu ist erschienen der Sohn Gottes, BWV 40 (És per això que el Fill de Déu ha aparegut), és una cantata religiosa de Johann Sebastian Bach per al segon dia de Nadal (Sant Esteve) estrenada a Leipzig, el 26 de desembre de 1723.

## Origen i context
En la litúrgia protestant se celebrava el Nadal amb tres dies seguits de festa, el segon coincidia amb la festa de Sant Esteve, el primer màrtir de l'església, i el tercer, amb la festa de Joan Evangelista. L'autor, desconegut, fa poc ús de les lectures del dia i descriu Jesús com el destructor del pecat original. El text és ple d'al·lusions bíbliques; el títol i les paraules del número 2, provenen de la de la primera Epístola (3,8) i de l'Evangeli (1,14) de Sant Joan, respectivament. Les al·lusions a la serp dels número 4, 5 i 6, estan referides, almenys parcialment, al Gènesi (3) i la frase "Jesús, que sap com salvar-vos, cuidarà dels seus pollets" del número 7, agafa la imatge de l'evangeli del dia (Mateu, 23-27). Cal destacar, també, que la cantata conté versos de diferents corals, al número 3, es canta la tercera estrofa d'un himne nadalenc molt antic, Wir Christenleut adaptat per Kaspar Füge l'any 1592 i en el número 6, la segona estrofa de Schwing dich auf de Paul Gerhadt (1653), i l'últim tros de la quarta estrofa de Freuet euch, ihr Christen alle de Christian Keymann de l'any 1646. És la cantata més antiga de les conservades per a aquest festa, les altres són la BWV 121, la BWV 57 i la segona de l'Oratori de Nadal (BWV 248).

## Anàlisi
Obra escrita per a contralt, tenor, baix i cor; dues trompes, dos oboès, corda i baix continu. Consta de vuit números .
1. Cor: Darzu ist erschienen der Sohn Gottes (És per això que el Fill de Déu ha aparegut)
2. Recitatiu (tenor): Das Wort ward Fleisch und wohnet in der Welt (La Paraula es feu carn i habità a la Terra)
3. Coral: Die Sünd macht Leid (El pecat engendra patiment)
4. Ària (baix): Höllische Schlange (Serp infernal)
5. Recitatiu (contralt): Die Schlange, so im Paradies (La Serp que, al Paradís,)
6. Coral: Schüttle deinen Kopf und sprich (Sacseja el cap i digues)
7. Ària (tenor): Christenkinder, freuet euch! (Infants de Crist, alegreu-vos!)
8. Coral: Jesu, nimm dich deiner Glieder (Jesús, segueix prenent en gràcia)

Com és bastant habitual, el cor inicial, un motet, és el número més impressionant de la cantata. L'orquestra comença amb aire militar, al·lusió a la guerra entre el Fill de Déu i el Diable comentada en el text, que dona pas al cor que clou la secció amb un moviment de gran agitació quan canta: per destruir les obres del diable. La segona secció, que repeteix el text, és una fuga, i, també, la paraula zestören (destruir) és d'una gran agitació. La tercera secció és una reexposició de la primera i acaba amb vocalitzacions simultànies de les quatre veus, sobre la mateixa paraula. Del número 2, recitatiu de tenor, cal destacar-ne el melisma que descriu l'expansió del raig de llum. Després del coral del número 3, ve l'ària de baix, que assoleix una força quasi violenta quan s'increpa la serp infernal, amb la part instrumental a càrrec de la corda i els dos oboès; al recitatiu del número 5, torna a fer menció de la serp, amb una articulació sinuosa, reptant i persistent, de dues en dues semicorxeres, de les tres veus de corda que acompanyen el contralt. El coral, número 6, canta l'himne mencionat, i un ritornello dels oboès i les trompes amb el continu, introdueixen l'ària de tenor en la que destaquen les vocalitzacions espectaculars sobre freuet euch (alegreu-vos), l'articulació entretallada de schrecke (esparvera), i la manera de descriure l'expansió de les ales mit Flügen decken (els cobrirà amb les seves ales). Un coral senzill, amb una altra tonada clàssica de Nadal, conclou l'obra. Té una durada aproximada d'uns vint minuts.

## Discografia seleccionada
- J.S. Bach: Das Kantatenwerk. Sacred Cantatas Vol. 3. Gustav Leonhardt, Knabenchor Hannover, Heinz hennig (director del cor), Leonhardt-Consort, Marius Altena, Max van Egmond. (Teldec), 1994.
- J.S. Bach: The complete live recordings from the Bach Cantata Pilgrimage. CD 54: St Bartholomew’s, Nova York; 25 de desembre de 2000. John Eliot Gardiner, Monteverdi Choir, English Baroque Soloists, Robin Tyson, James Gilchrist, Peter Harvey. (Soli Deo Gloria), 2013.
- J.S. Bach: Complete Cantatas Vol. 8. Ton Koopman, Amsterdam Baroque Orchestra & Choir, Bogna Bartosz, Jörg Dürmüller, Klaus Mertens. (Challenge Classics), 2005.
- J.S. Bach: Cantatas Vol. 15. Masaaki Suzuki, Bach Collegium Japan, Robin Blaze, Gerd Türk, Peter Kooij. (BIS), 2001.
- J.S. Bach: Church Cantatas Vol. 13. Helmuth Rilling, Gächinger Kantorei, Bach-Collegium Stuttgart, Verena Gohl, Adalbert Kraus, Segmund Nimsgern. (Hänssler), 1999.